# Александрова Галина Пилипівна
Галина Пилипівна Александрова (нар. 29 січня 1937, село Надлак, тепер Новоархангельського району Кіровоградської області) — українська радянська діячка, доярка колгоспу «Зоря комунізму» Новоархангельського району Кіровоградської області. Депутат Верховної Ради СРСР 7—9-го скликань.

## Біографія
Народилася в селянській родині. Закінчила семирічну школу в селі Надлак. У 1952—1953 роках навчалася в Одеському фабрично-заводському училищі.
У 1953—1956 роках — помічник майстра Одеського хлібозаводу № 1.
У 1956—1964 роках — колгоспниця, у 1964—1966 роках — ланкова, з 1966 року — доярка колгоспу «Зоря комунізму» села Надлак Новоархангельського району Кіровоградської області. Без відриву від виробництва закінчила середню школу.
У 1974 році заочно закінчила Уманський сільськогосподарський інститут Черкаської області.
Потім — на пенсії в селі Надлак Новоархангельського району Кіровоградської області.

## Нагороди
- орден Леніна
- медаль «За доблесну працю. В ознаменування 100-річчя з дня народження Володимира Ілліча Леніна»
- медалі